# 불 (드라마)
《불》(영어: Bull)는 2016년부터 2022년까지 방영된 미국의 텔레비전 드라마이다.